# قرن آل عزيز (الوضيع)

تعديل مصدري - تعديل

قرن آل عزيز هي إحدى قرى عزلة  الوضيع بمديرية الوضيع التابعة لمحافظة أبين، بلغ تعداد سكانها 26 نسمة حسب تعداد اليمن لعام 2004.